# Wettelswalde
Wettelswalde ist ein Ortsteil von Thonhausen im Landkreis Altenburger Land in Thüringen. Der Ort wurde am 1. Juli 1950 nach Thonhausen eingemeindet.

## Lage
Wettelswalde befindet sich südlich der Bundesautobahn 4 vor dem Westtor der Stadt Crimmitschau im auslaufenden Altenburg-Zeitzer-Lösshügelland im Übergang zu den Vorbergen zum Thüringer Schiefergebirge und Erzgebirge.

## Geschichte
Zwischen 1181 und 1214 fand die urkundliche Ersterwähnung des Ortes Wettelswalde statt. Der Ort gehörte zum wettinischen Amt Altenburg, welches ab dem 16. Jahrhundert aufgrund mehrerer Teilungen im Lauf seines Bestehens unter der Hoheit folgender Ernestinischer Herzogtümer stand: Herzogtum Sachsen (1554 bis 1572), Herzogtum Sachsen-Weimar (1572 bis 1603), Herzogtum Sachsen-Altenburg (1603 bis 1672), Herzogtum Sachsen-Gotha-Altenburg (1672 bis 1826). Teilweise galt Wettelswalde auch zum Amt Ronneburg im Herzogtum Sachsen-Altenburg gehörig. Bei der Neuordnung der Ernestinischen Herzogtümer im Jahr 1826 kam Wettelswalde wiederum zum Herzogtum Sachsen-Altenburg. Nach der Verwaltungsreform im Herzogtum gehörte der Ort bezüglich der Verwaltung zum Ostkreis (bis 1900) bzw. zum Landratsamt Ronneburg (ab 1900). Das Dorf gehörte ab 1918 zum Freistaat Sachsen-Altenburg, der 1920 im Land Thüringen aufging. 1922 kam Wettelswalde zum Landkreis Altenburg.
Am 1. Juli 1950 wurde Wettelswalde nach Thonhausen eingemeindet. Bei der zweiten Kreisreform in der DDR wurden 1952 die bestehenden Länder aufgelöst und die Landkreise neu zugeschnitten. Somit kam Wettelswalde als Ortsteil von Thonhausen mit dem Kreis Schmölln an den Bezirk Leipzig, der seit 1990 als Landkreis Schmölln zu Thüringen gehörte und bei der thüringischen Kreisreform 1994 im Landkreis Altenburger Land aufging. 2012 wohnten im Ortsteil 70 Personen.

## Kirche
Die Dorfkirche Wettelswalde ist eine kleine Chorturmkirche, die im Kern aus dem 12./13. Jahrhundert stammt und bis 1990 stark vom Abriss bedroht war.